# المدرسة العليا للتكنولوجيا - الدار البيضاء
المدرسة العليا للتكنولوجيا - الدار البيضاء هي مؤسسة جامعية تابعة لجامعة الحسن الثاني الدار البيضاء متواجدة بحي الكليات.
تتميز المدرسة العليا للتكنولوجيا بالدار البيضاء بتكوين أكاديمي و تطبيقي عالي المستوى ، كما تتوفر على داخلية مجهزة لضمان التحصيل الجيد وتكافؤ الفرص لجميع الطلبة ، لدى المدرسة العليا للتكنولوجيا بالدار البيضاء شراكات تعاون مهمة على الصعيد الوطني والدولي ، وتدوم الدراسة بها لمدة سنتين تختتم بالحصول على الدبلوم الجامعي للتكنولوجيا (DUT)  

## أهداف ومدة التكوين
يهدف التكوين بالمدرسة العليا للتكنولوجيا بالدار البيضاء إلى إعداد تقنيين عاليين مكونين نظريا وتطبيقيا متوفرين على مهارات تقنية تسمح لهم بالاندماج في مختلف المجالات الاقتصادية والتجارية والصناعية. كما تستغرق مدة الدراسة لتحضير الدبلوم الجامعي للتكنولوجيا سنتين مكونة من (4) أربعة فصول.

## شروط الترشيح للمدرسة
يشترط في المترشح للولوج إلى المدرسة العليا للتكنولوجيا أن يكون:
- مسجلا بالسنة النهائية من سلك البكالوريا
- أو حاصلا على شهادة البكالوريا أو ما يعادلها

ويتم القبول النهائي بهذه المؤسسة، عن طري
ق الاستحقاق، بناء على انتقاء يرتكز على نوع البكالوريا والمعدل المحتسب كما يلي:
- - 75% من المعدل العام للنقط المحصل عليها في الامتحان الوطني للسنة الثانية لسلك البكالوريا.
  - 25% من المعدل العام للنقط المحصل عليها في الامتحان الجهوي للسنة الأولى لسلك البكالوريا . بعد حسابة هذا المعدل بين نسبة الوطني و الجهوي يضرب المعدل في معامل الترجيح ،و كل شعبة في البكالوريا لديها معاملها

وتقوم المؤسسة، عبر بوابتها الإلكترونية، بنشر لائحة مسالك البكالوريا المطلوبة للترشيح بكل مسلك على حدة (النظام القديم والنظام الجديد للبكالوريا).

## المسالك المعتمدة والمفتوحة في سلك الدبلوم الجامعي للتكنولوجيا بالدار البيضاء
تقدم المدرسة العليا للتكنولوجيا بالدار البيضاء مجموعة من المسالك المفتوحة في أوجه التلاميذ الراغبين في الحصول على الدبلوم الجامعي للتكنولوجيا، وهي كالآتي:
1. هندسة المعلوميات
2. الهندسة الميكانيكية
3. هندسة كهربائية
4. هندسة العمليات
5. إدارة الشركات والإدارات
6. المحاسبة المالية
7. تقنيات التسويق

## المسالك المعتمدة والمفتوحة في سلك الإجازة المهنية
كما أن المدرسة العليا للتكنولوجيا بالدار البيضاء تقدم مجموعة من المسالك في سلك الإجازة (بكالوريس) المهنية، وهي كالتالي:
1. هندسة البرمجيات والإدارة المتقدمة للأنظمة وشبكات الحاسب
2. هندسة العمليات
3. المحاسبة والمالية والتدقيق
4. هندسة ميكاترونيات
5. الهندسة الصناعية والخدمات اللوجستية
6. الشبكات الكهربائية والطاقات المتجددة وكفاءة الطاقة
7. التسويق والمبيعات